# Pepe Macías
José Macías, més conegut com a Pepe Macías, (Sevilla, 1976) és un humorista i guionista espanyol.

## Biografia
Va començar com un dels humoristes del programa Nuevos Cómicos a Paramount Comedy on també va crear el personatge del "Capitán Vallecas", un peculiar superheroi. A la vegada, va treballar com a guionista en programes com "Latrelevisión" (Telecinco), "Hazme reir" (Antena 3) o "Ruffus y Navarro" (La Uno), entre d'altres. En la seva faceta d'actor i director va rodar l'any 2005 el curtmetratge Paco el Vampiro, una paròdia de cinema mut (concretament Nosferatu). El curt va aconseguir alguns premis en diversos festivals com el festival "Almería en Corto". També fou un dels guionistes i col·laboradors del programa de La Sexta Sé lo que hicisteis..., ja que s'encarregava de fer la secció de Regreso al pasado, una secció en la que Pepe "viatjava" al pasado. El seu estil es basava en jocs de paraules i "humor absurd". L'any 2008 va abandonar Sé lo que hicsteis.
Li van publicar un llibre còmic, Anatomía de un idiota, publicat per Signatura Ediciones i que tracta d'un home que reflexiona sobre la seva vida després d'haver perdut el seu treball i a la seva dona en menys d'un dia. Ha treballat com a guionista de La tira, sèrie còmica que emet laSexta. Des d'agost de 2010 treballa a la versió de Telemadrid del programa Crackovia interpretant diversos personatges. És guionista del musical "Hendaya, cuando Adolfo encontró a Paco", sobre la història d'aquests dos dictadors i la seva trobada secreta a l'estació d'Hendaia.